# 布里塔妮·本
布里塔妮·本（英語：Brittany Benn，1989年4月23日—），加拿大女子橄榄球运动员。她曾代表加拿大七人制国家队参加2016年和2020年夏季奥林匹克运动会七人制橄榄球比赛，其中2016年奥运会获得一枚铜牌。